# 제23회 청룡영화상
제23회 청룡영화상은 2002년 12월 12일에 열린 시상식이다.

## 수상 및 후보

### 최우수 작품상
- 취화선 - 태흥영화사 수상
- 공공의 적 - 시네마서비스
- 복수는 나의 것 - 스튜디오박스
- 생활의 발견 - 미라신코리아
- 집으로... - 튜브픽쳐스

### 감독상
- 취화선 - 임권택 수상
- 공공의 적 - 강우석
- 광복절 특사 - 김상진
- 복수는 나의 것 - 박찬욱
- 집으로... - 이정향

### 남우주연상
- 공공의 적 - 설경구 수상
- 라이터를 켜라 - 김승우
- 복수는 나의 것 - 송강호
- 중독 - 이병헌
- 해안선 - 장동건
- 취화선 - 최민식

### 여우주연상
- 밀애 - 김윤진 수상
- 복수는 나의 것 - 배두나
- 중독 - 이미연
- 연애소설 - 이은주
- 피도 눈물도 없이 - 전도연
- 폰 - 하지원

### 남우조연상
- 가문의 영광 - 유동근 수상
- 해적, 디스코 왕 되다 - 임창정
- 좋은 사람 있으면 소개시켜줘 - 공형진
- 화산고 - 김수로
- 몽정기 - 전재형

### 여우조연상
- 광복절 특사 - 송윤아 수상
- 화산고 - 공효진
- 취화선 - 김여진
- 폰 - 김유미
- 중독 - 박선영

### 신인남우상
- 로드 무비 - 황정민 수상
- 결혼은 미친 짓이다 - 감우성
- 일단 뛰어 - 권상우
- 생활의 발견 - 김상경
- 로드 무비 - 정찬

### 신인여우상
- 오아시스 - 문소리 수상
- 나쁜 남자 - 서원
- 연애소설 - 손예진
- 몽정기 - 김선아
- 가문의 영광 - 김정은

### 신인감독상
- 로드 무비 - 김인식 수상
- YMCA 야구단 - 김현석
- 밀애 - 변영주
- 2009 로스트 메모리즈 - 이시명
- 라이터를 켜라 - 장항준

### 촬영상
- 취화선 - 정일성 수상

### 기술상
- 2009 로스트 메모리즈 - 장성호 수상

### 각본상
- 광복절 특사 - 박정우 수상
- 복수는 나의 것 - 박리다매
- 나쁜 남자 - 김기덕
- 로드 무비 - 김인식

### 인기스타상
- 정준호 수상
- 차태현 수상
- 전도연 수상
- 김정은 수상

### 한국영화 최다관객상
- 가문의 영광 - 태원엔터테인먼트 수상